# The Boy Who Owned a Melephant
The Boy Who Owned a Melephant è un cortometraggio del 1959 diretto da Saul Swimmer.

## Trama
Il giovane Johnnie vede per la prima volta un circo e così desidera avere un elefante come animale domestico. La madre di Johnnie per accontentare il figlio gli regala l'elefante dello zoo locale.